# Verena Fuchsberger-Staufer
Verena Fuchsberger-Staufer (* 1983 in Vöcklabruck) ist eine österreichische Sozialwissenschaftlerin und Informatikerin. Sie wurde 2018 für ihre Leistungen auf dem Gebiet der Informationstechnologie mit dem Hedy-Lamarr-Preis ausgezeichnet.

## Leben
Verena Fuchsberger-Staufer studierte von 2002 bis 2007 Erziehungswissenschaften in Salzburg und Innsbruck sowie anschließend von 2008 bis 2013 Psychologie in Innsbruck. Beide Studien schloss sie mit dem Magistertitel ab. Sie begann bereits während des Psychologiestudiums 2011/12 an der Universität Innsbruck zu unterrichten; seit 2012/13 lehrt sie an der Universität Salzburg, wo sie 2014 mit der kumulativen Dissertation Interrelating materials, artifacts, interaction designers, and users zum Thema Mensch-Computer-Interaktion promovierte. Neben ihrer Tätigkeit als Gutachterin für verschiedene Zeitschriften (z. B. CHI, TEI, DIS, DPPI, IxD&A, TOCHI, PUC, Journal of Applied Gerontology) und zahlreichen organisatorischen Aktivitäten wie der Organisation von akademischen Konferenzen, Moderation von Panels und Herausgabe von Tagungsbänden, war Fuchsberger-Staufer Koordinatorin zweier Break-Out-Sessions, „Making by Innovation: Paradigm Shifts and New Innovation Cultures“ (2016) und „Human-Enhancement Technologies: Amplifying or Reducing Inequality“ (2015), beim Europäischen Forum Alpbach.
2018 wurde Verena Fuchsberger-Staufer für ihre Forschung im Bereich der Großeltern-Enkelkind-Beziehung mit dem erstmals vergebenen und mit 10.000 Euro dotierten Hedy-Lamarr-Preis ausgezeichnet. Die Fachjury (Ivona Brandic, Laura Kovacs, Sylvia Kuba) wählte sie aus einer vom Wissenschaftsfonds (FWF) zusammengestellte Shortlist österreichischer Projekte aus und begründete die Entscheidung folgendermaßen:

„Verena Fuchsberger-Staufer arbeitet im Spannungsfeld zwischen der Informatik und den Sozialwissenschaften. Sie benutzt für ihre Forschung nicht nur die Informatik, sie arbeitet auch aktiv an der Entwicklung von neuen Methoden, die vielfältige Anwendungen in verschiedenen Bereichen des täglichen Lebens finden können. Frau Fuchsberger-Staufer schafft es, den Spagat zwischen Grundlagenforschung und der konkreten potentiellen Anwendung sehr beeindruckend darzulegen. Sie ist ein Role Model für junge Mädchen!“

Fuchsberger-Staufer forscht als Postdoc am Zentrum für Mensch-Computer-Interaktion der Universität Salzburg über die Chancen und Risiken der Verschmelzung von Mensch und Maschine. In ihrer Forschung beschäftigt sie sich damit, „wie sich Technologien für Menschen anfühlen und wie sie sich verhalten“, wobei sie sich „insbesondere für das Erleben des Zusammenspiels von physischer und digitaler Welt, deren Materialien und Möglichkeiten“ interessiert. In ihrem Projekt Female Engagement in Making* a difference geht sie der Frage nach, warum Frauen in der Technikbranche immer noch unterrepräsentiert sind und wie Bedingungen geschaffen werden können, um diversere und inklusivere Zugänge zu schaffen.

## Publikationen

### Dissertation
- Interrelating Materials, Artifacts, Interaction Designers, and Users. Cumulative dissertation submitted to the Faculty of Natural Science, University of Salzburg, in partial fulfilment of the requirements for the Doctoral Degree (Dr. phil.), 2014. Digital abrufbar über die Website des Center for Human-Computer Interaction der Universität Salzburg.

### Artikel in Zeitschriften und Sammelbänden (Auswahl)
- mit Janne Mascha Beuthel, Philippe Bentegeac, Bernhard Maurer, Manfred Tscheligi: Experiencing Distance: Wearable Engagements with Remote Relationships. In: Proceedings of the Fifteenth International Conference on Tangible, Embedded, and Embodied Interaction. ACM, Salzburg 2021, doi:10.1145/3430524.3446071, S. 1–13.
- mit Bernhard Maurer: Dislocated Boardgames. Design Potentials for Remote Tangible Play. In: Multimodal Technologies and Interaction. 3/4, 2019, ISSN 2414-4088.
- mit Dorothé Smit et al.: Material Manifestations of Dislocation and (Re)connection. In: Proceedings of the 17th European Conference on Computer-Supported Cooperative Work. The International Venue on Practice-centred Computing and the Design of Cooperation Technologies. EUSSET, 2019, ISSN 2510-2591.
- The Future’s Hybrid Nature. In: Interactions. Band 26, Nr. 4, 2019, ISSN 1072-5520, S. 26–31.
- mit Thomas Meneweger et al.: Factory Workers’ Ordinary User Experiences: An Overlooked Perspective. In: Human Technology. Band 14, Nr. 2, 2018, ISSN 1795-6889, S. 209–232.
- mit Daniela Wurhofer et al.: Wie Arbeit in zunehmend digitalisierten und vernetzten Industrieumgebungen erlebt wird. In: Ursula Filipič, Annika Schönauer (Hrsg.): Zur Zukunft von Arbeit und Wohlfahrtsstaat. Verlag des Österreichischen Gewerkschaftsbundes, Wien 2018, ISBN 978-3-99046-278-2.

### Herausgeberschaft
- mit Alexander Meschtscherjakov et al.: Persuasive Technology. 11th International Conference (Salzburg, April 5-7, 2016). Springer, Cham 2016, ISBN 978-3-319-31510-2.